# Zeit in Kolumbien

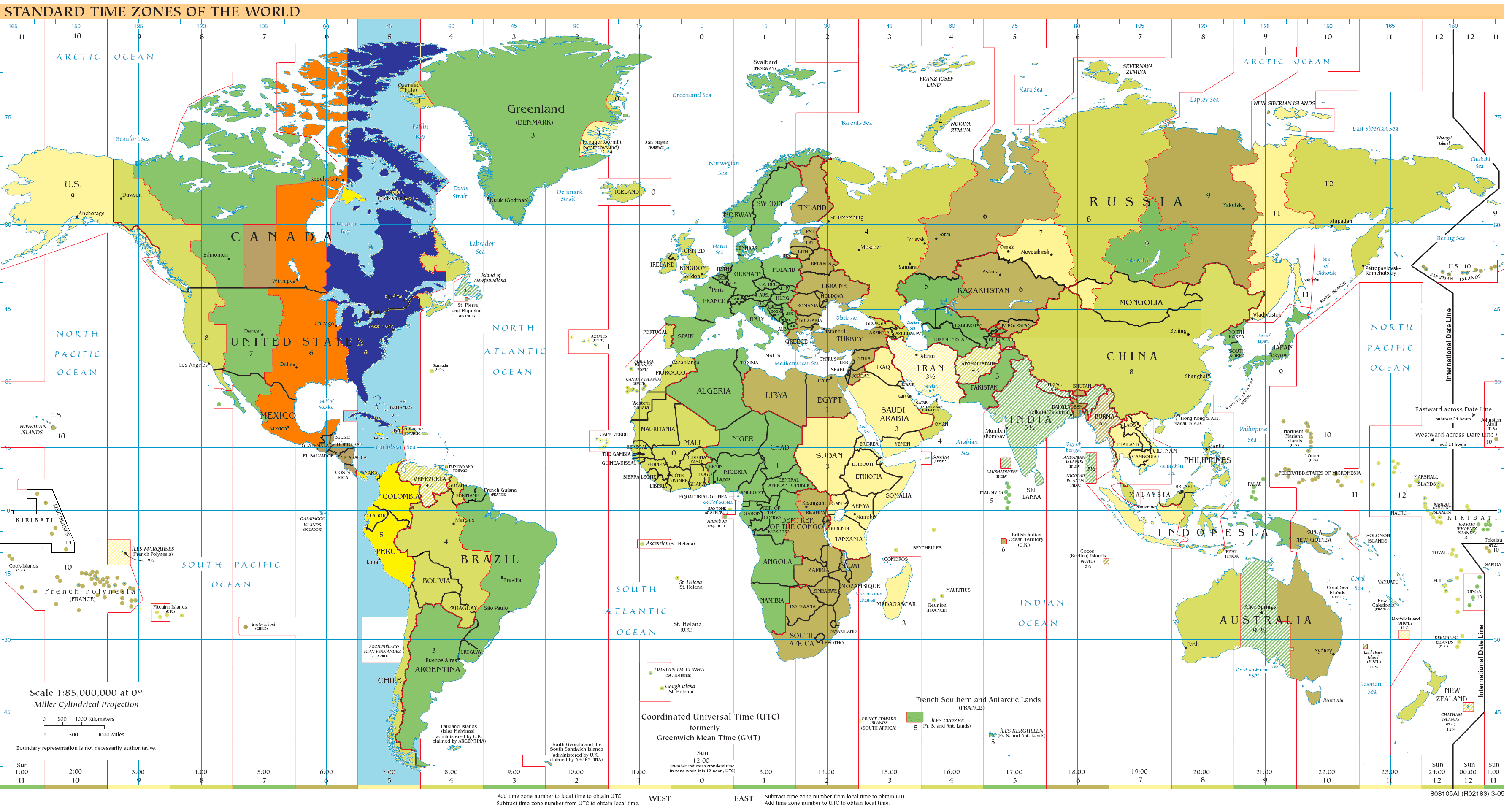
Zeitzonenkarte der Welt. In Blau Colombia Time (COT).

In Kolumbien wird die Colombia Time (COT) befolgt. Sie liegt in der UTC−5 Zonenzeit und befindet sich 5 Stunden hinter der koordinierten Weltzeit (UTC). Es ist seit 1914 die Gesetzliche Zeit des Landes. Die Standardabkürzung für die Zeitzone lautet COT.
Kolumbien teilt sich dieselbe Zeitzone mit Panama, Jamaika, Haiti, Kuba, Ecuador und Peru.
Kolumbien beachtet keine Sommerzeit. Einzige Ausnahme waren elf Monate zwischen Mai 1992 und April 1993. Dies geschah unter dem Kommando von César Gaviria, der die „Hora Gaviria“ schuf, als eine der Maßnahmen zur Bewältigung von Dürren aufgrund des El Niño-Phänomens und des niedrigen Niveaus von Wasserkraftspeichern.
Während der Sommerzeit in Deutschland, der Schweiz und Österreich liegt Kolumbien 7 Stunden zurück, im Winter sind es 6 Stunden.